# Minister za okolje Italijanske republike
Minister za okolje in za varstvo ozemlja in morja Italijanske republike (italijansko Ministero dell'Ambiente e della Tutela del Territorio e del Mare) je na čelu ministrstva, ki ščiti okolje na ozemlju in na morjih države. Njegove glavne funkcije so:
- zaščita okolja in ekosistemov na kopnem, v morju in v ozračju;
- preprečevanje poplav in dezertifikacije; nadzor izsuševanja močvirij;
- nadzor nad odlagališči odpadkov in njihovo predelavo; nadzor nad čiščenjem odpadnih voda in trdih odplak;
- preprečevanje industrijskega  in kemijskega onesnaženja;
- ocenjevanje okoljske varnosti ekonomskih in prometnih infrastruktur;
- zaščita naravnih rezervatov; zaščita biološke raznovrstnosti;
- zaščita morskih naravnih rezervatov; preprečevanje onesnaženja morja in obale; ocenjevanje onesnaženja morja z živim srebrom;
- zaščita hidroloških virov;
- preprečevanje onesnaženja ozračja; nadzor nad industrijskimi emisijami škodljivih delcev ali zračnih valov v ozračje; nadzor nad izpušnimi plini prevoznih sredstev; nadziranje vulkanskega sevanja; propagandne akcije za postopno opustitev osebnega transporta v prid javnega prevoza;
- premestitev industrij in delavnic iz mestnih središč v predmestja;
- pospeševanje proizvajanja obnovljivih virov energije;
- skrb za spoštovanje in izvedbo kjotskega protokola; ugotovitve prekrškov njegovih smernic.

Sedež ministrstva za okolje in za varstvo ozemlja in morja Italijanske republike je v Rimu. Trenutni (januar 2016) minister je Gian Luca Galletti.